# Joseph Fahnroth
Joseph Fahnroth (ur. 23 lipca 1838 w Głuchołazach, zm. 30 lipca 1895 we Wrocławiu) – niemiecki malarz, specjalizujący się w malarstwie kościelnym.

## Życiorys
Joseph Fahroth rozpoczął naukę malarstwa u Franza Plachetki w Prudniku. Kolejnym etapem edukacji była Królewska Szkoła Sztuki, Budownictwa i Rzemiosła we Wrocławiu. W 1862 rozpoczął studia na akademii w Monachium. Do jego nauczycieli należeli: Johann von Schraudolph, Carl Theodor von Piloty i Wilhelm von Diez. Już w okresie pobytu w Monachium  otrzymywał zamówienia na obrazy dla śląskich kościołów. Około 1874 powrócił do Głuchołaz a pod koniec lat 70. XIX w. przeprowadził się do Wrocławia. W 1880 przesłał biskupowi wrocławskiemu Heinrichowi Försterowi zbiór fotografii swoich obrazów wraz z życiorysem. Biskup obiecał mu swoje poparcie w staraniach o zlecenia na obrazy. Osiedlenie się we Wrocławiu rozpoczęło okres intensywnej działalności Josepha Fahnrotha jako malarza realizującego zamówienia ze strony Kościoła katolickiego.